# Lampona talbingo
Espèce
Lampona talbingo est une espèce d'araignées aranéomorphes de la famille des Lamponidae.

## Distribution
Cette espèce est endémique d'Australie. Elle se rencontre dans le Sud-Est du Queensland, dans l'Est de la Nouvelle-Galles du Sud, dans le Territoire de la capitale australienne, au Victoria et dans le Sud-Est de l'Australie-Méridionale.

## Description
La femelle holotype mesure 8,6 mm et le mâle paratype 7,2 mm.

## Étymologie
Son nom d'espèce lui a été donné en référence au lieu de sa découverte, Talbingo.

## Publication originale
- Platnick, 2000 : A relimitation and revision of the Australasian ground spider family Lamponidae (Araneae: Gnaphosoidea). Bulletin of the American Museum of Natural History, no 245, p. 1-330 (texte intégral).